# Set Savis de l'Arbreda de Bambú
Els set savis de l'arbreda de bambú (xinès tradicional: 竹林七賢, xinès simplificat: 竹林七賢, pinyin: Zhúlín Qī Xián) van ser un grup de filòsofs, poetes i músics del corrent qingtan (pura conversa) del neotaoisme xinès del segle iii, en l'inici de la dinastia Jin. Reben el seu nom de la llegenda que diu que es reunien a l'ombra d'un boscatge petit de bambús allunyat de la cort per a recitar i compondre poesia i gaudir de la música i la beguda.
Els 'set savis' eren: Ruan Ji, Xi Kang, Shan Tao, Liu Ling, Ruan Xian, Xiang Xiu i Wang Rong.
Es discuteix si el grup és fictici com a tal, encara que els seus membres individualment sí que existiren i alguns es conegueren realment.
'Els set savis', o el símbol que representen, han estat molt influents en la poesia, la música, l'art i la cultura xinesa en general.